# Israel Aerospace Industries
Az Israel Aerospace Industries (röviden: IAI, héberül:התעשייה האווירית לישראל ha-ta'asiya ha-avirit le-yisra'el) Izrael egyik legjelentősebb légi-, űr- és hadiparban tevékenykedő vállalata. A többségében állami tulajdonú vállalat mintegy 15 ezer főt foglalkoztat napjainkban.
A cégnek 4 fő divíziója van:
- ELTA Systems – elsősorban radarokkal és más katonai felhasználású elektronikai rendszerek fejlesztésével foglalkozik
- Rakéta- és Űrrendszerek – katonai rakéta rendszerek és űrrakéták, valamint műholdak fejlesztése tartozik ehhez a részleghez
- Katonai repülőgépek – korábban katonai repülőgépek fejlesztésével, gyártásával foglalkozott, már inkább katonai repülők modernizálásával, átalakításával, valamint pilóta nélküli rendszerek (közkeletűen: drónok) fejlesztésével és gyártásával foglalkozik
- Repülőgépipar: ez a részleg lefedi a pilóta és pilóta nélküli repülőgépek tervezésér, integrációjára, tesztelésére, tanúsítására, gyártására, marketingjére és terméktámogatására szolgáló technológiák és képességek teljes spektrumát – az üzleti sugárhajtású repülőgépektől az utasszállító repülőgépek, teherszállító repülőgépek, repülőgép-szerkezetek átalakításáig, és alkatrészek gyártásáig.

## Termékportfólió

### Civil repülőgépek
- IAI Westwind (1965–1987 között gyártották) :
  - 1121 Jet Commander, a típus légi alkalmassági engedélyének megszerzése: 1964, izraeli gyártás kezdete: 1969
  - 1123 Commodore Jet, a típus légi alkalmassági engedélyének megszerzése: 1971.
  - 1124 Westwind I, a típus légi alkalmassági engedélyének megszerzése: 1971
  - 1124A Westwind II, a típus légi alkalmassági engedélyének megszerzése: 1980
- Gulfstream G100 (1985–2016 között gyártották)
  - 1125 Astra, a típus légi alkalmassági engedélyének megszerzése: 1985
  - 1125 Astra SP, a típus légi alkalmassági engedélyének megszerzése: 1990
  - G100 (Astra SPX), a típus légi alkalmassági engedélyének megszerzése: 1996
  - G150, a típus légi alkalmassági engedélyének megszerzése: 2005,
- Gulfstream G200 (Galaxy, 1997–2011), a típus légi alkalmassági engedélyének megszerzése:1998
- Gulfstream G280, (még mindig gyártásban) a típus légi alkalmassági engedélyének megszerzése: 2011
- Arava: közepes méretű rövid kifutópályáról üzemeltethető (STOL) szállító repülőgép (nincs már gyártásban)
- IAI Avocet ProJet: nagyon könnyű sugárhajtású repülőgép (2005-ben a fejlesztési programot törölték)

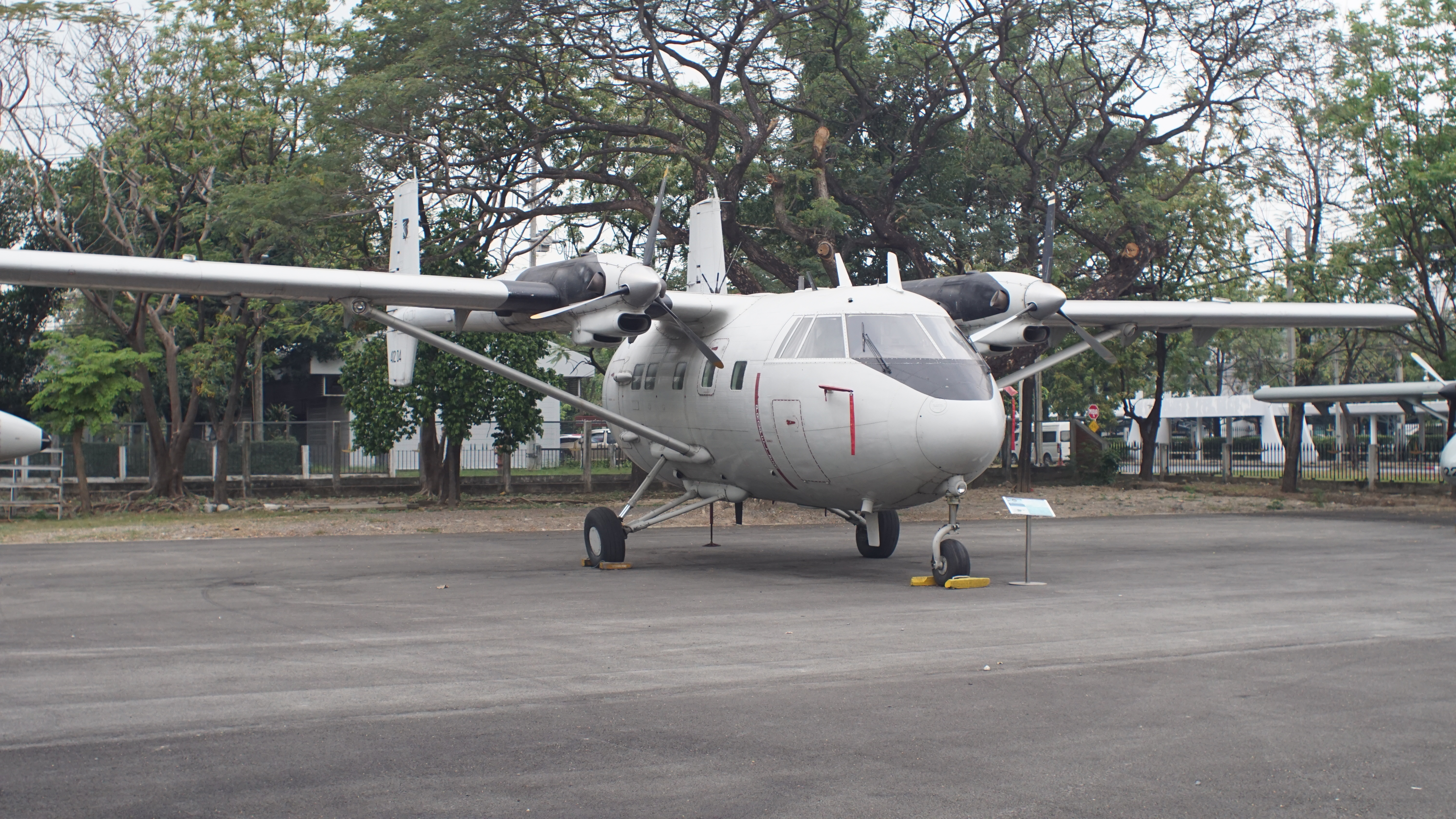
Arava
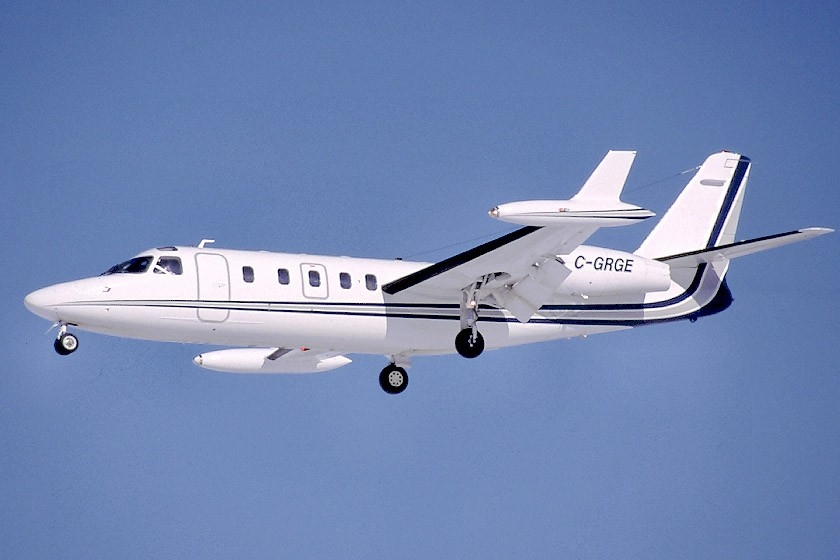
Jet Commander
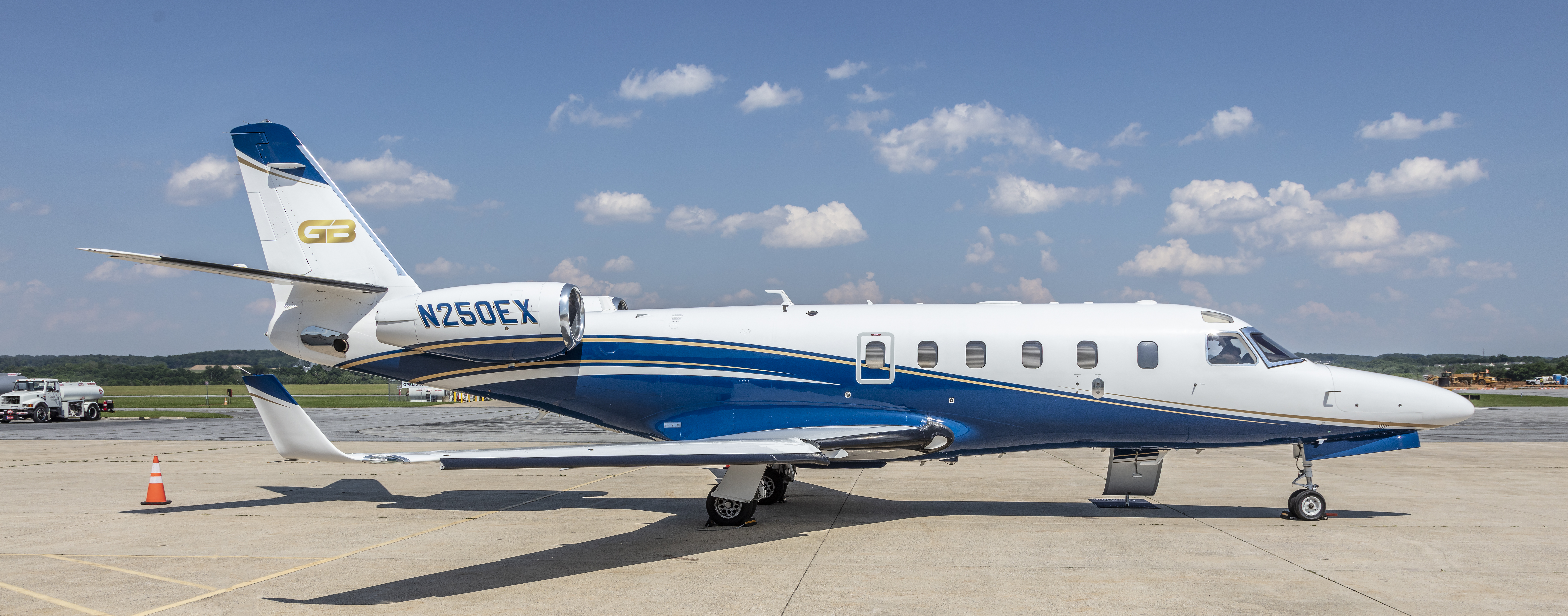
G100
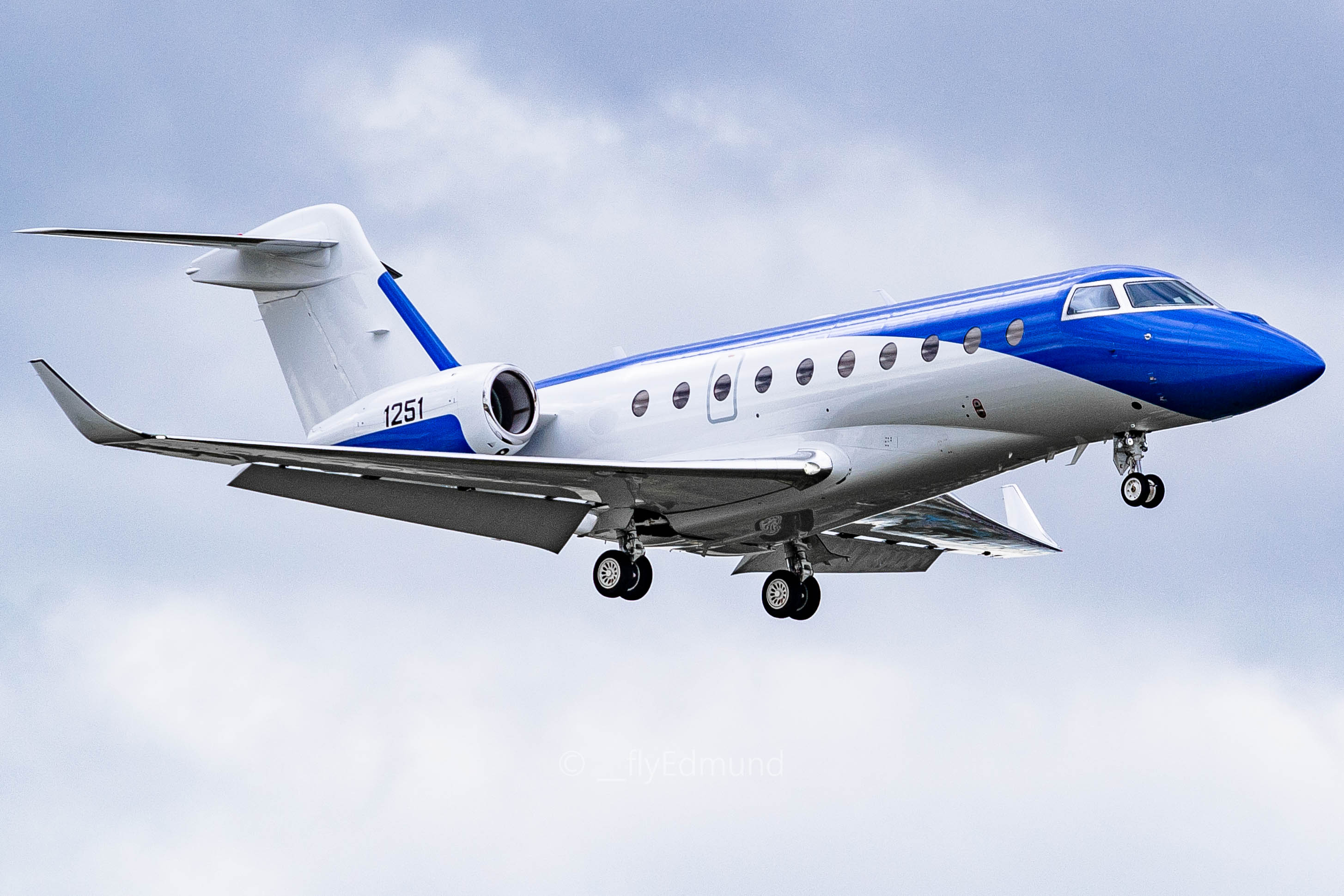
G280

### Civilian légiközlekedési rendszerek
- Személyszállító repülőgépek teherszállítóvá alakításával is foglalkozik az IAI az alábbi típusok esetében:
  - B737-300
  - B737-400
  - B737-700
  - B737-800
  - B767-200
  - B767-300
  - B747-200
  - B747-400
- Flight Guard – infravörös rávezetésű légvédelmi rakéták elleni védelmi rendszer civil repülőgépek számára.

### Katonai repülőgépek
- 377M Anak – néhai Pan American World Airways Boeing 377 Stratocruiser utasszállítók katonai teherszállítóká alakított változata
- Lavi – izraeli fejlesztésű egyhajtóműves vadászgép a 80-as évekből, amelynek fejlesztését leállították.
- Kfir – izraeli fejlesztésű egyhajtóműves vadászgép a 70-es évekből, elődje a Nesher volt.
- Nammer – a Kfir vadászrepülő tovább fejlesztett változata.
- Nesher – egyhajtóműves vadászgép, amely a francia Mirage 5 repülőgépen
- ELTA-ELI-3001 – AISIS – (Airborne Integrated SIGINT System) – jelhírszerzésre, rádiós és rádióelektronikai hírszerzésre szolgáló repülőgép típus.
- CAEW Conformal Airborne Early Warning Aircraft – "Phalcon" légtérellenőrző radarral felszerelt G550 repülőgép.
- P600 AEW – ELTA légtérellenőrző radarral felszerelt Embraer Praetor 600 repülőgép

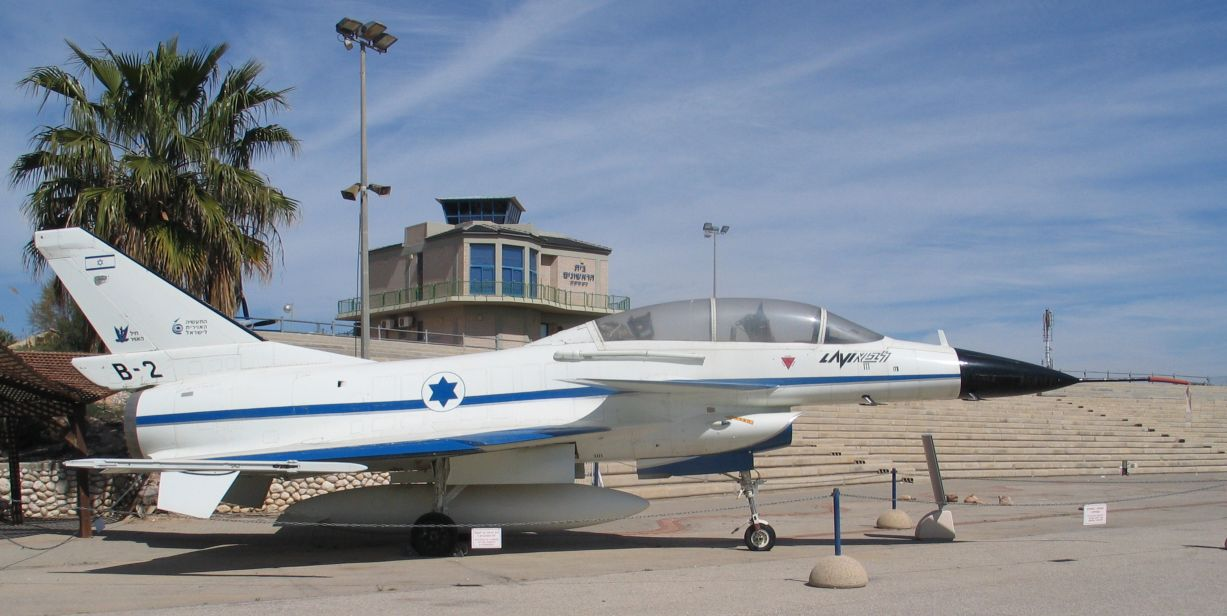
Lavi vadászgép
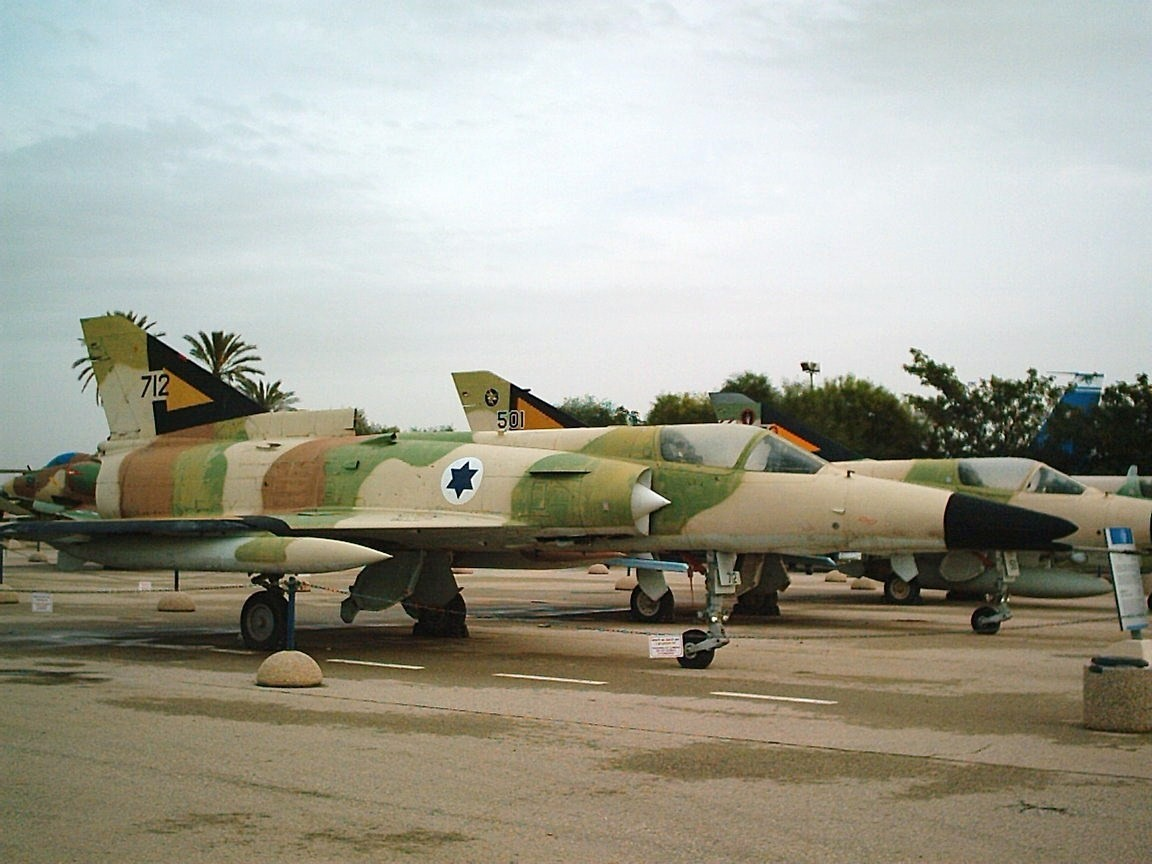
Kfir vadász bombázó
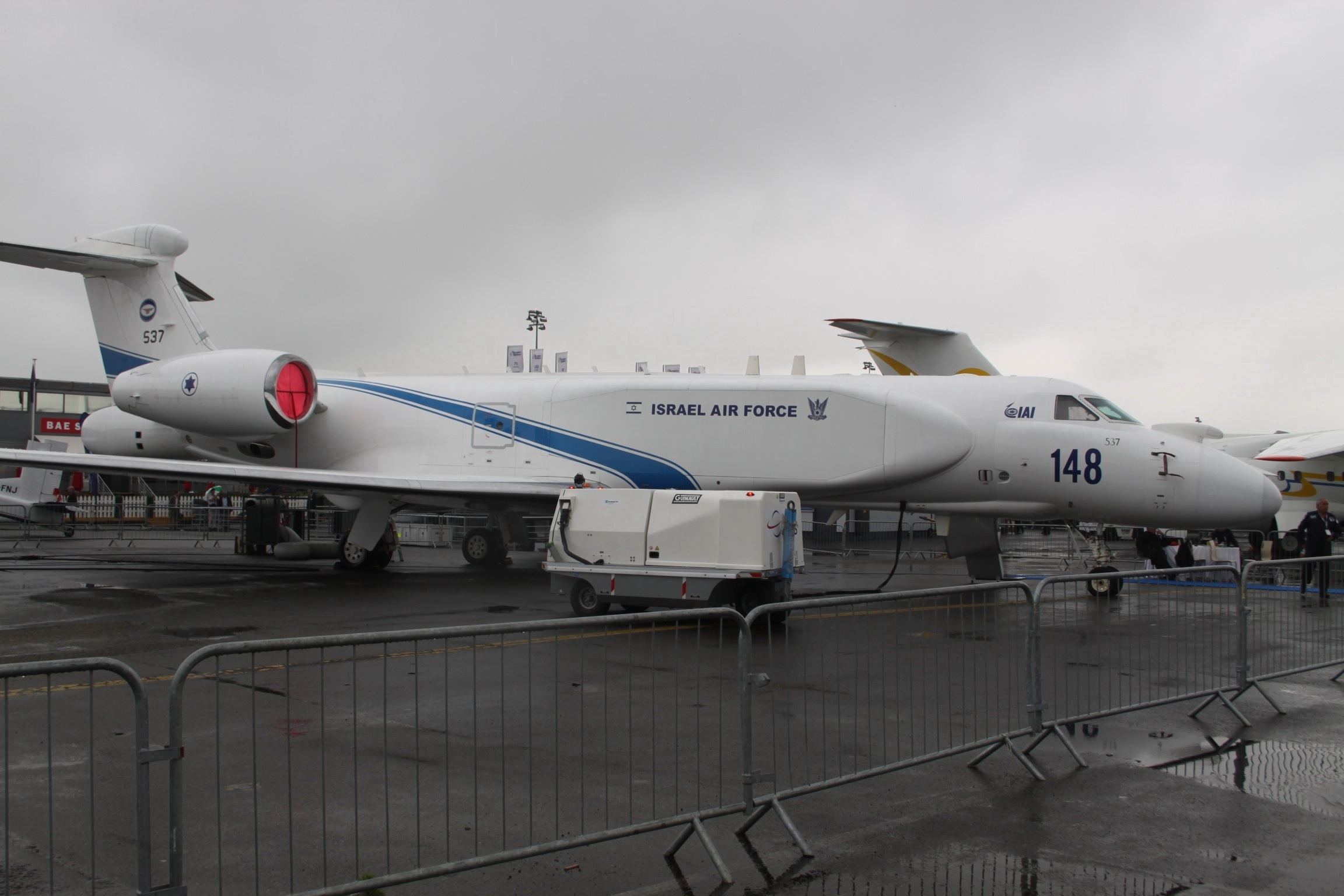
CAEW repülőgép

### Pilótanélküli légi járművek (UAV)
- Pioneer – már nincs gyártásban
- RQ-5 Hunter – már nincs gyártásban

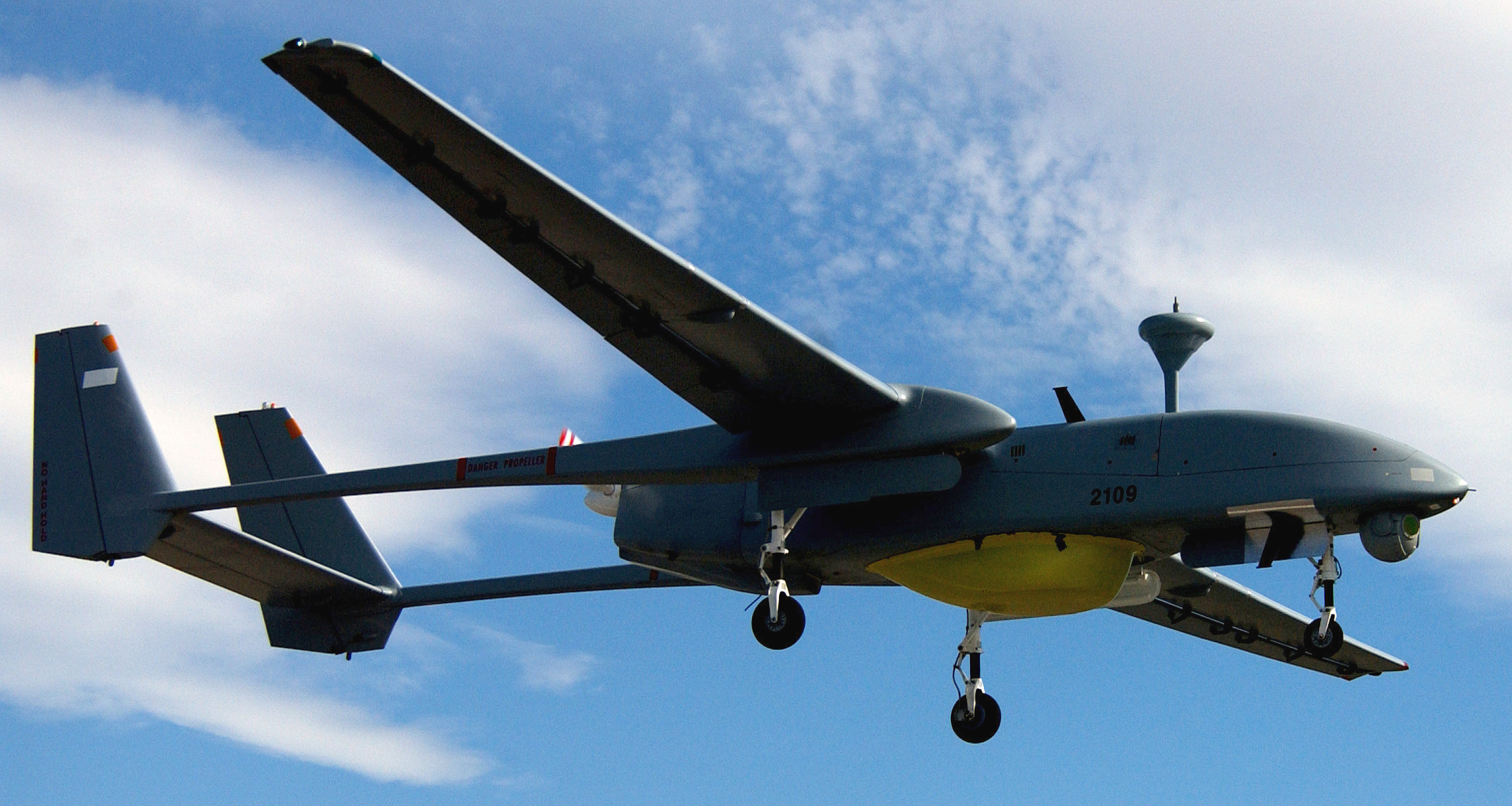
Heron – többfunkciós felderítő és harci drón
- Harpy -
- Eitan
- I-View
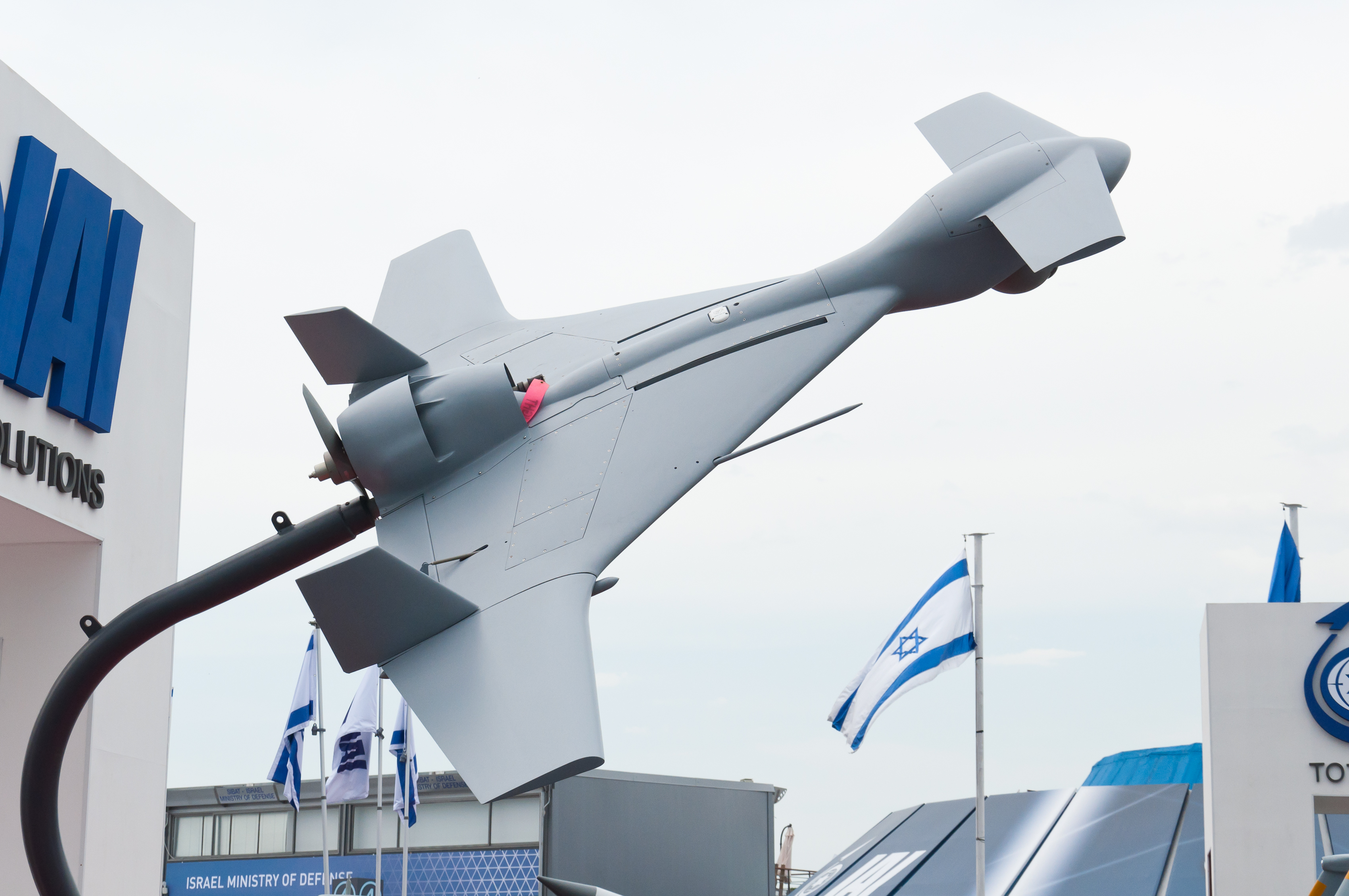
Harop
- Ranger – már nincs gyártásban
- Scout – már nincs gyártásban
- Searcher
- Bird-Eye
- Panther
- Ghost

- Heron drón
- Harop drón

### Katonai légi rendszerek
- Rafael Python 5 infravörös rávezetésű levegő-levegő rakéta (a Rafael Advanced Defense Systems Ltd. vállalattal közös termék)
- Modernizációs csomagok F-16, F-15 és MiG-21 repülőgépekhez
- Modernizációs csomag Sikorsky CH-53 izraeli nevén: "Yas'ur" helikopterekhez (projekt neve: "Yas'ur 2000")
- Repüléselektronikai modernizációs csomag Ka-50-2 "Erdogan" harci helikopterekhez
- Phalcon légtérellenőrző radarrendszer repülőgépek számára
- Eitam – Gulfstream G550 átalakító csomag korai előrejelző ill. légtérellenőrző feladatokhoz
- Griffin LGB – lézeres rávezető rendszer légi bombák számára, az amerikai Paveway bombák izraeli megfelelője.
- SkySniper – nagy hatótávolságú levegő-föld rakéta
- Sledgehammer – kis méretű lézeres, GPS és elektrooptikai rávezetést kombináltan alkalmazó légi bomba elsősorban könnyű támadó-repülőgépek és drónok (UAV) számára
- Rampage – nagy hatótávolságú GPS/INS vezérlésű levegő-föld rakéta, amely az EXTRA tüzérségi rakétán alapul. A Rampage az ELBIT Sytems és az IAI közös terméke.
- ELM-20600 RTP – felderítő radarkonténer repülőgépek számára
- ELL-8212 – konténeres önvédelmi elektronikai harci rendszer ("radarzavaró") vadászrepülőgépek számára
- ELL-8222 – konténere önvédelmi elektronikai harci rendszer ("radarzavaró") vadászrepülőgépek számára
- SJ ELL-8251SB – a Scorpius elektronikai harci rendszer (EW) légi változata. AESA antennát alkalmazva képes a légvédelmi és légtér ellenőrző radarok elnyomására
- ELM-2160 Flight Guard – rakéta közeledésre riasztó rendszer (MAWS) elsősorban helikopterek és szállító repülőgépek számára
- ELL-8260 – repülőgépekbe építhető komplex önvédelmi rendszer
- ELL-8264 RWR – repülőgépekbe építhető besugárzás jelző rendszer
- ELL-8265 RWL – repülőgépekbe építhető besugárzás jelző és radar-helymeghatározó rendszer

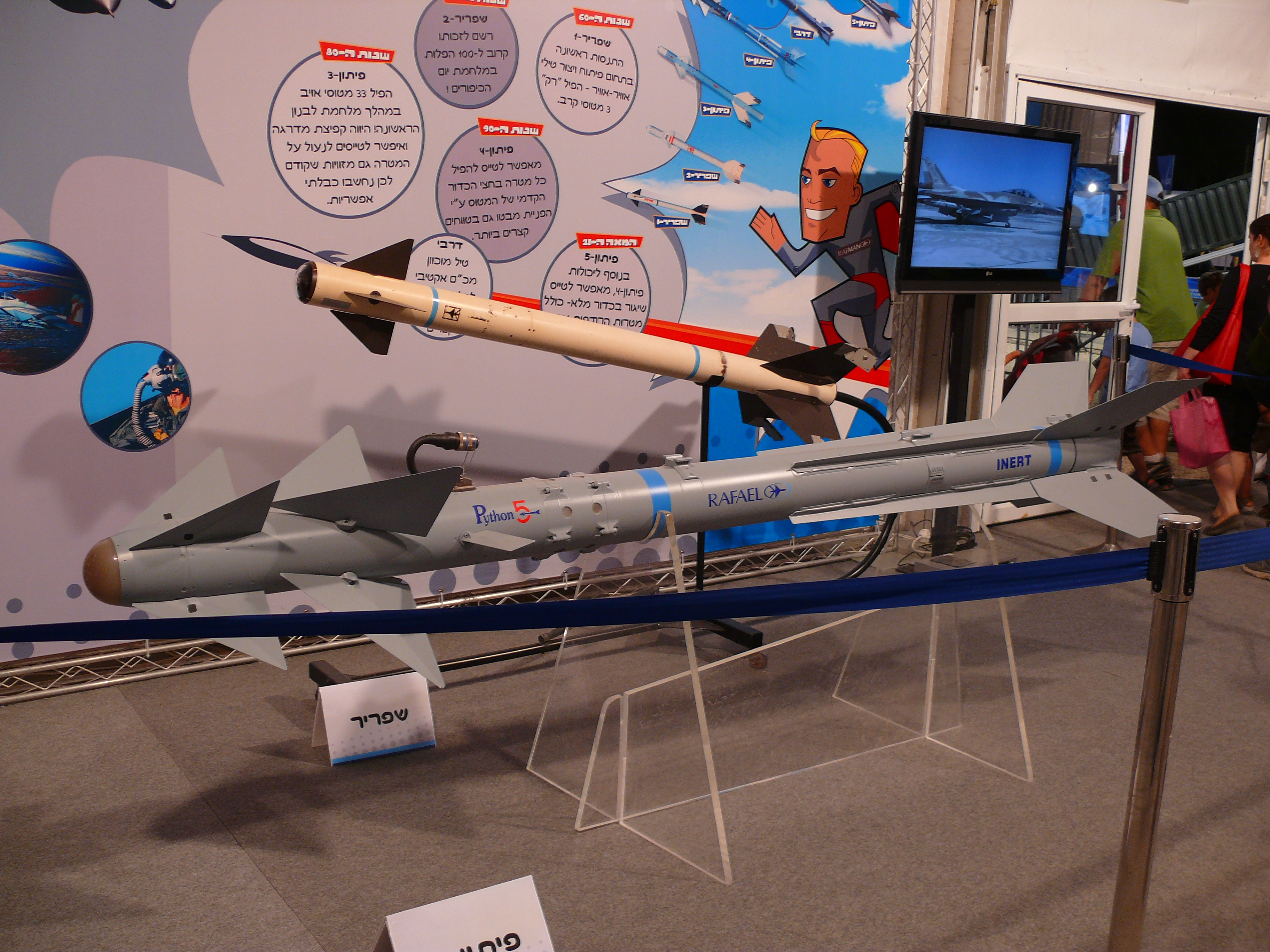
Python 5 rakéta

### Szárazföldi katonai rendszerek
- IDF Caterpillar D9R páncélcsomag
- IAI JUMPER taktikai föld-föld rakéta rendszer
- "Front Runner" – távirányítású földmunkagép
- IDF Caterpillar D9 távirányítású bulldozer
- AMMAD – mágneses harckocsi aknák elleni aknamentesítő rendszer
- TopGun – bármely 155mm-es lövedékre felszerelhető gyújtó, amely GPS vezérelte precíziós lövedékké változtatja az adott gránátot. Lényegében az amerikai M1156 PGK izraeli megfelelője.
- Scorpius  elektronikai hadviselő rendszer
- ELM-2084 – többfeladatú, földi telepítésű nagy hatótávolságú radar rendszer, amelyet a IAI leányvállalata az ELTA fejleszt és gyárt. Az ELM-2084-est a Magyar Honvédség is rendszeresítette.
- SkyCapture – közepes hatótávolságú radar és légvédelmi irányító központ
- Eagle Eye III VSHORAD – kis hatótávolságú radar és légvédelmi irányító központ
- ELM-2083 – ballonra függesztett légtérellenőrző radar
- ELM-2090 – ballisztikus rakéták észlelésére optimalizált nagy távolságú légtérellenőrző radar

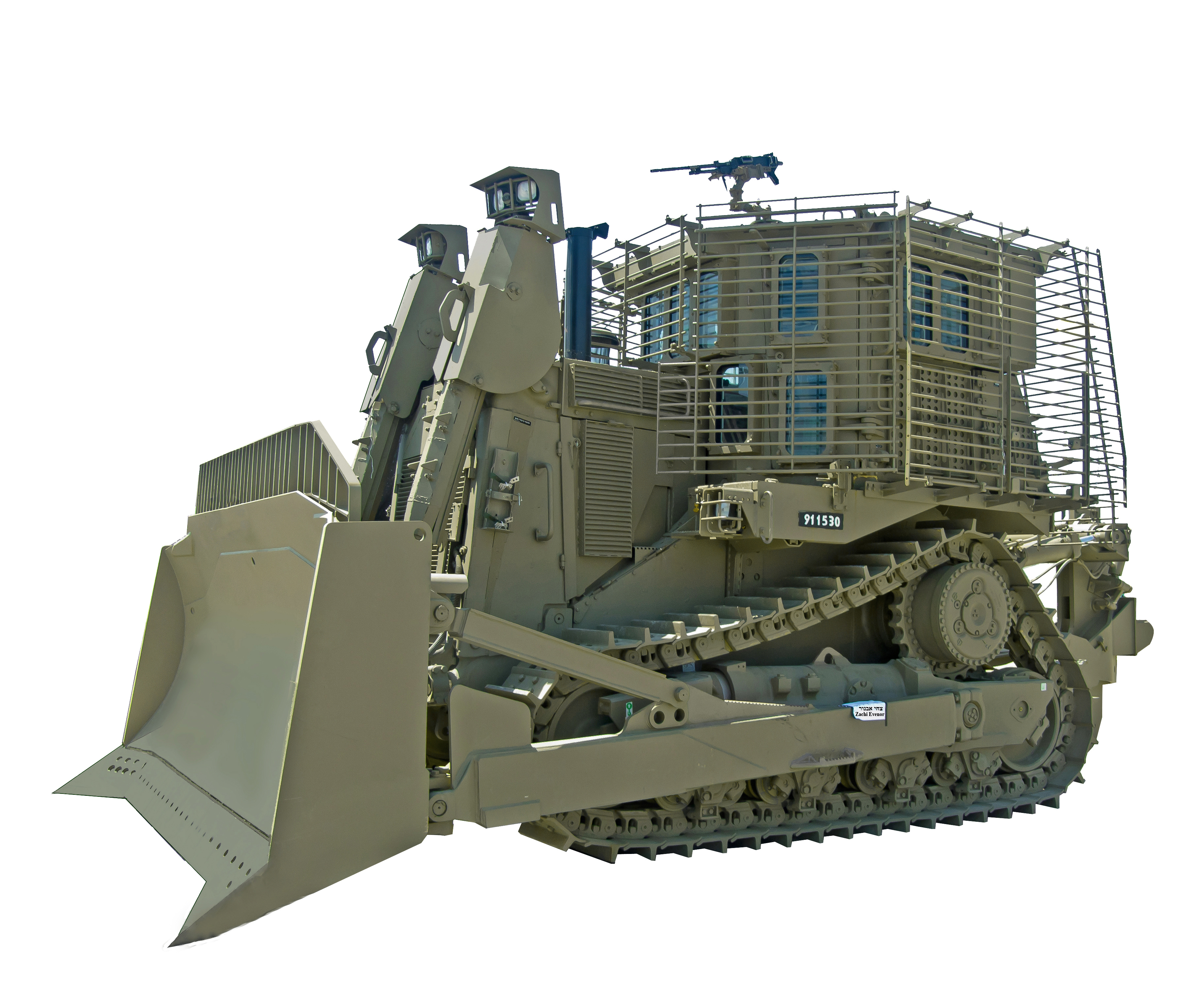
IDF Caterpillar D9R
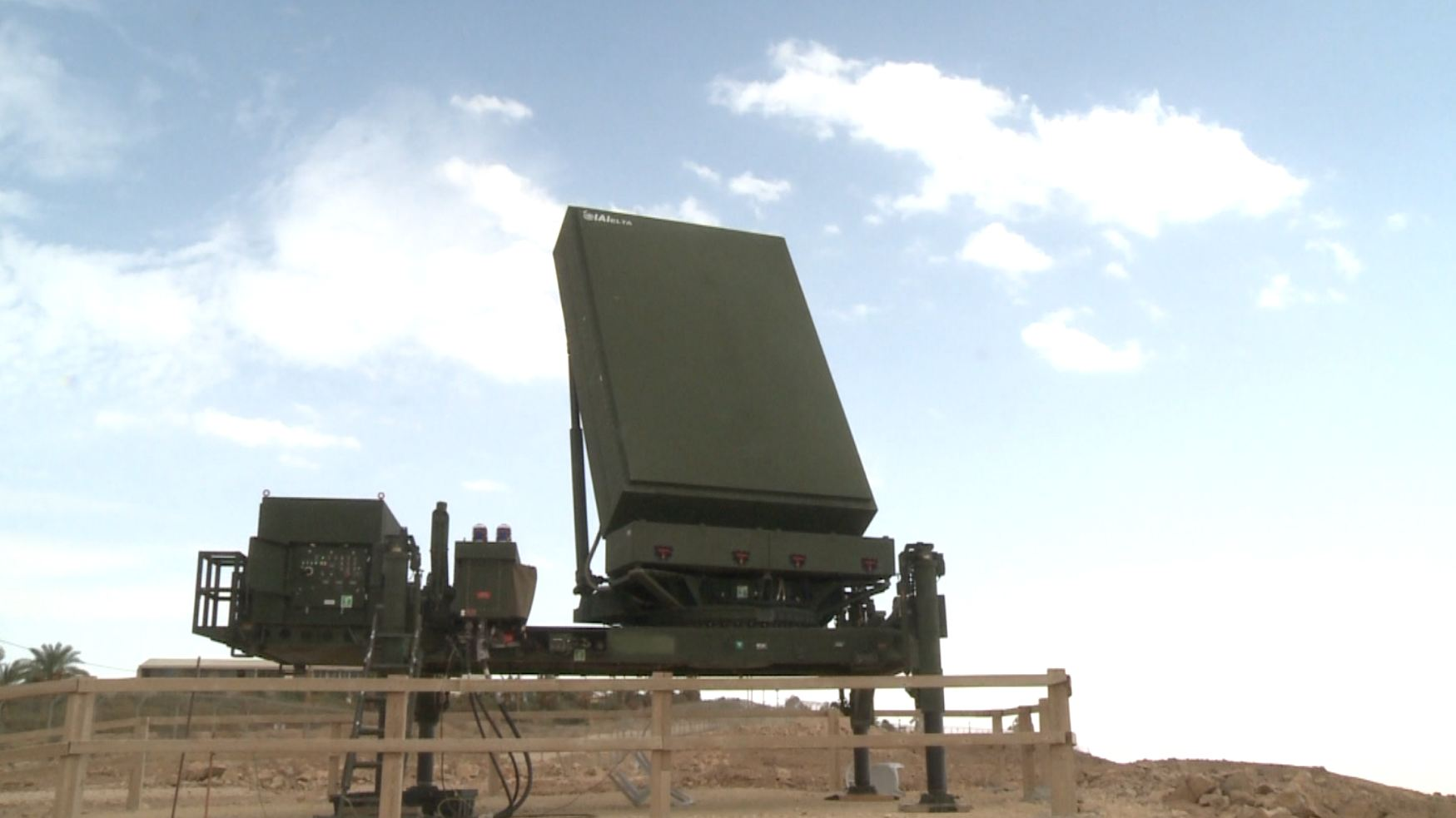
ELTA ELM-2084 radar
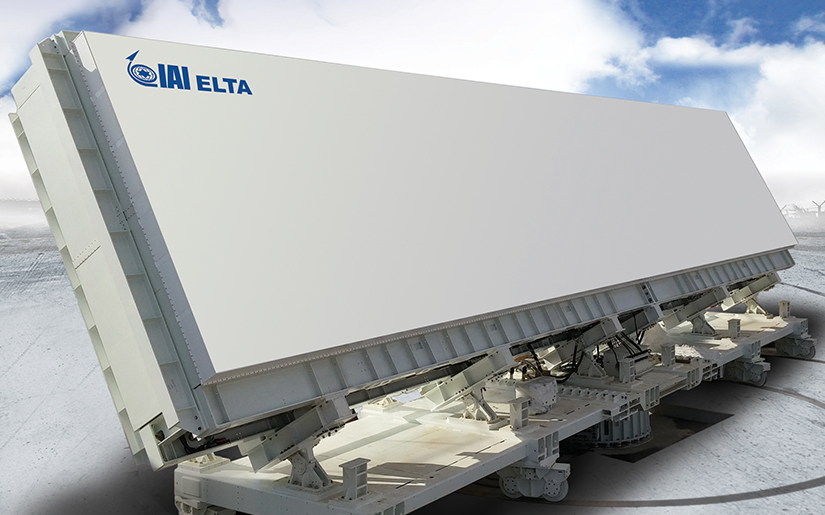
ELTA ELM-2090

### Szárazföldi közlekedés
- IC3 dízel vonatok és emeletes vasúti kocsik összeszerelése Bombardier Transportation licence alapján
- Taxibot, félautomata repülőtéri vontatók
- RBY MK 1 – könnyű páncélozott 4x4-es felderítő gépjármű
- RAM MK3 – könnyű páncélozott 4x4-es felderítő gépjármű

### Vezető nélküli távírányítású járművek (UGV)
- Guardium
- Sahar – műszaki felderítő robot
- Robattle
- D9T Panda – távirányítású páncélozott D9 típusú bulldozer

### Tengeri rendszerek
- Super Dvora Mk III osztályú járőrhajó
- Super Dvora Mk II osztályú járőrhajó
- Dvora osztályú gyors járőrhajó
- Dabur osztályú gyors járőrhajó

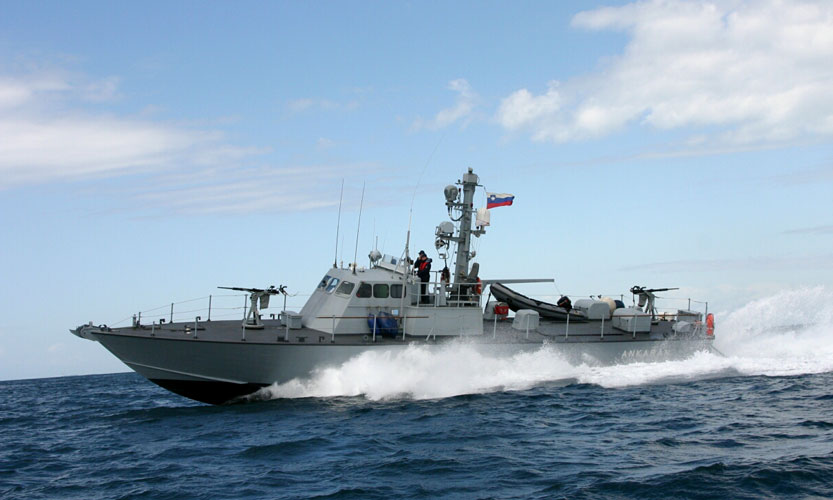
Super Dvora járőrhajó

### Rakétarendszerek
- Arrow – ballisztikus rakéták elleni légvédelmi rakétarendszer
- Arrow 2 – ballisztikus rakéták elleni légvédelmi rakétarendszer
- Arrow 3 – ballisztikus rakéták elleni légvédelmi rakétarendszer
- Barak MX – közepes és nagy hatótávolságú légvédelmi rakétarendszer, amely Barak MRAD, Barak LRAD és Barak ER rakétákra épül.
- Gabriel – levegőből, száraz földről és hajókról egyaránt indítható hajó elleni rakétarendszer.
- Iron Dome – elsősorban tüzérségi rakéták és aknagránátok elfogására kifejlesztett kis és közepes hatótávolságú légvédelmi rendszer
- LAHAT – harckocsik lövegéből illetve helikopterekről egyaránt indítható páncéltörő rakéta .
- LORA – 400 km hatótávolságú harctéri ballisztikus rakéta
- Nimrod – nagy hatótávolságú páncéltörő rakéta, amely levegőből, földről egyaránt indítható akár 36 km-re lévő célok ellen is. A Nimrod a SPIKE NLOS "versenytársának" tekinthető

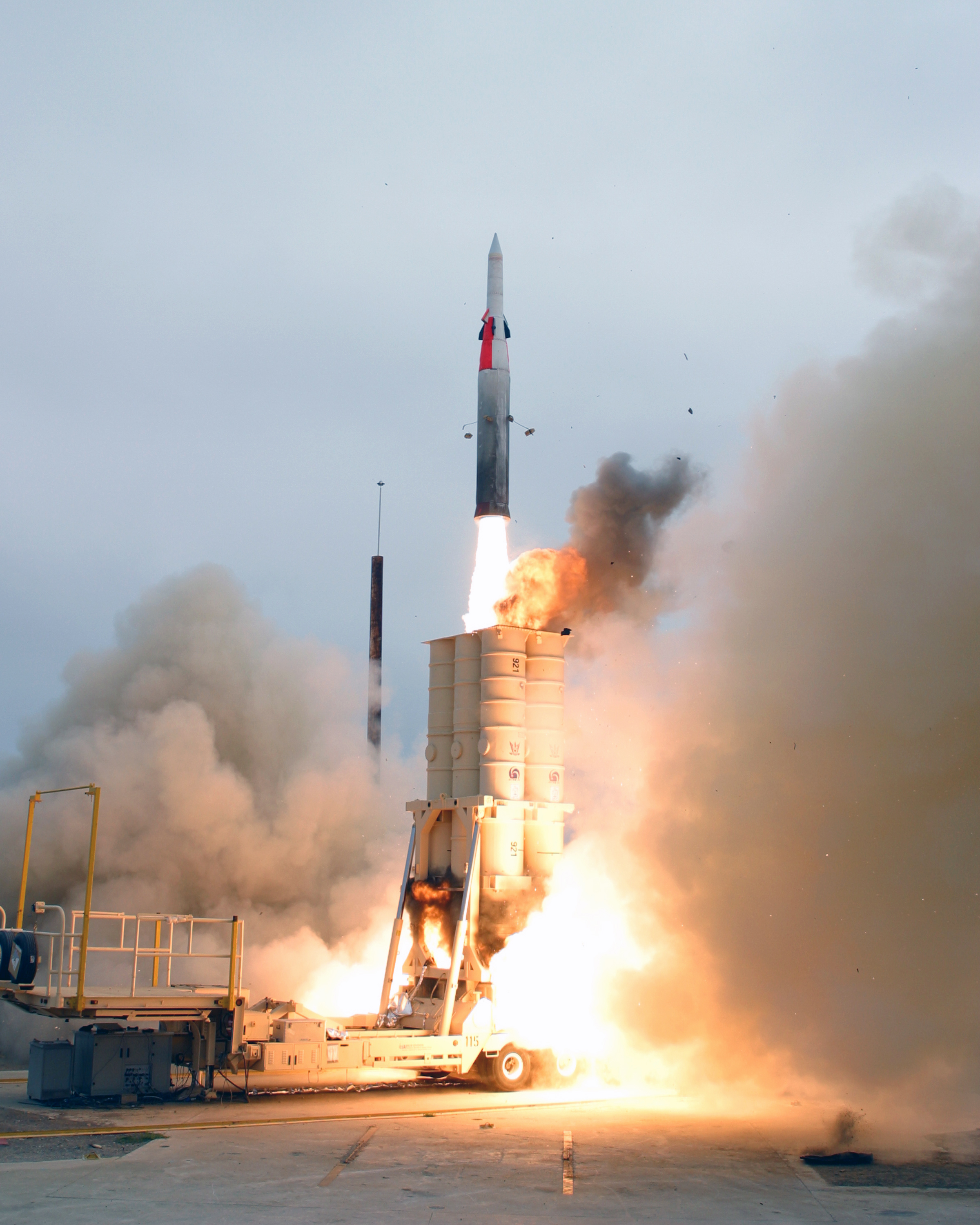
Arrow 3 kilövés
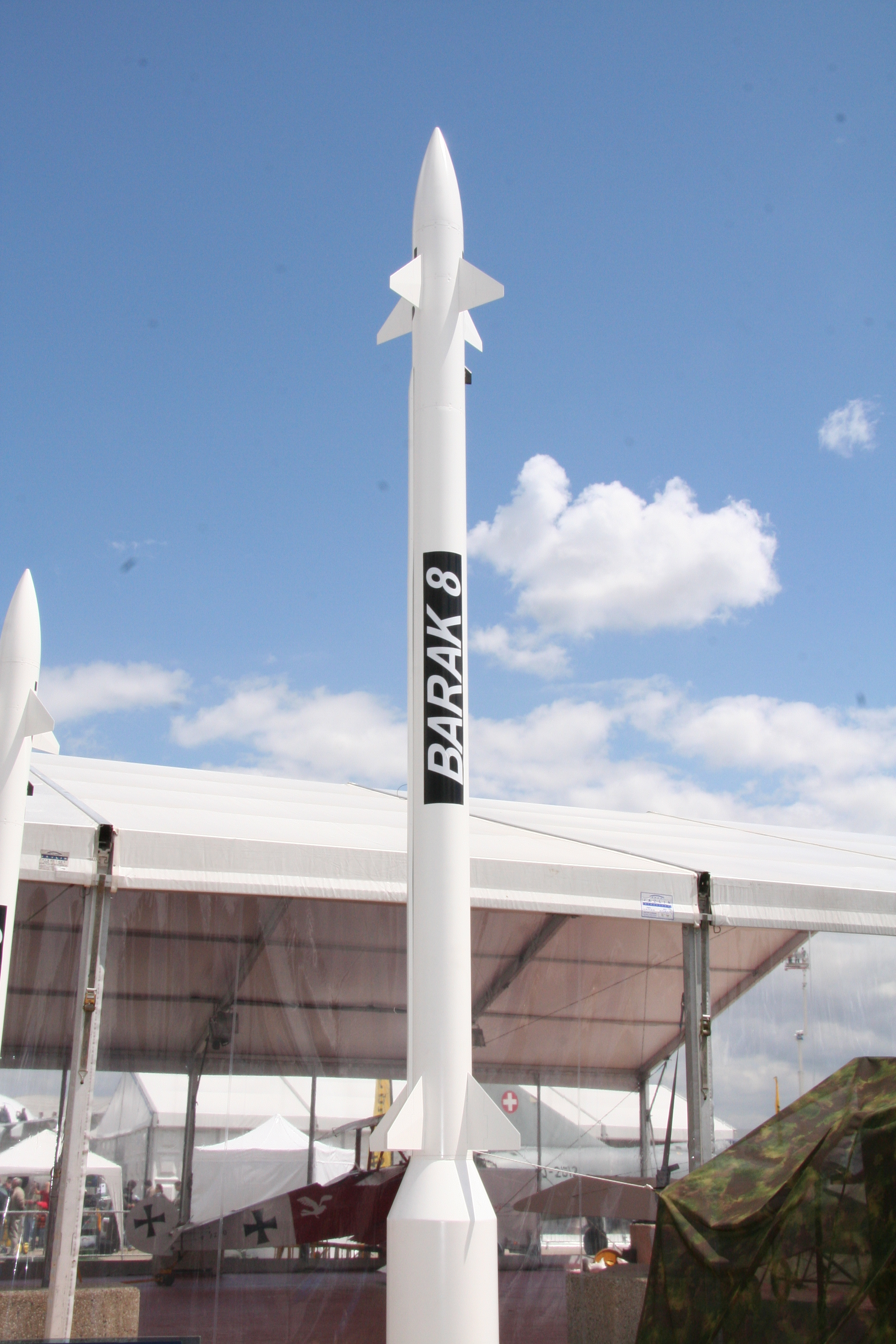
Barak 8 rakéta
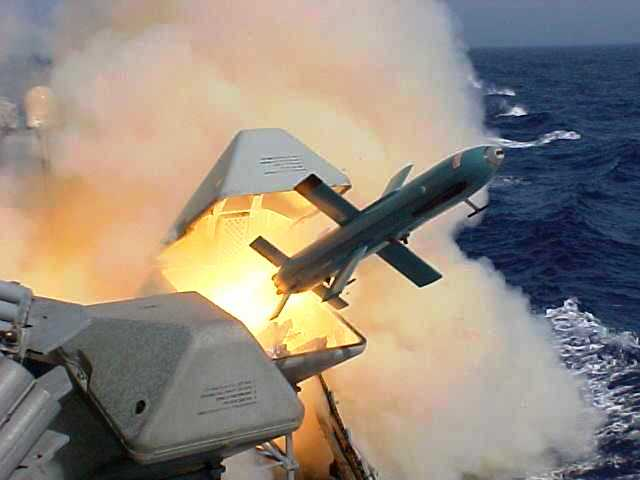
Gabriel hajó elleni rakéta
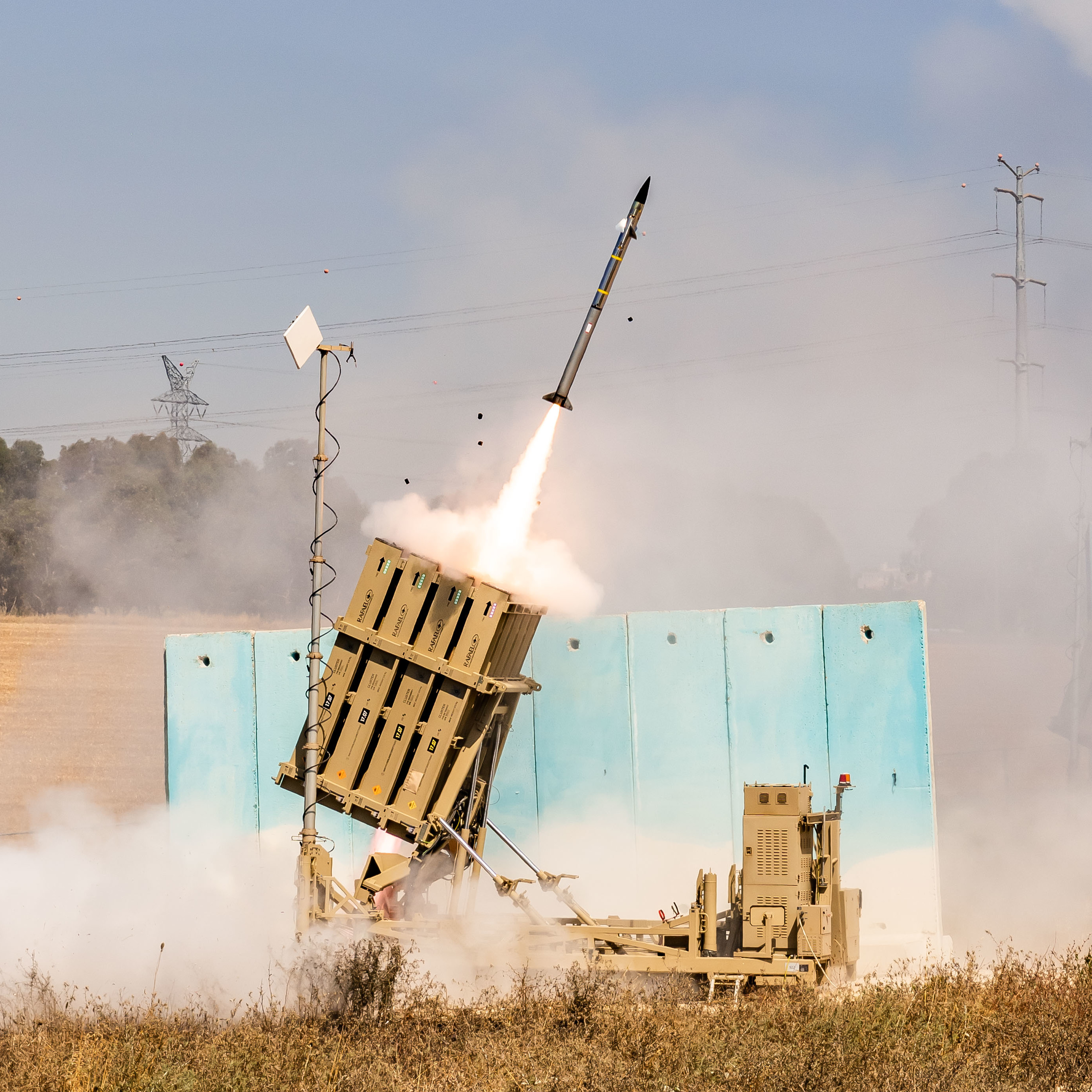
Iron Dome rendszer rakétát indít
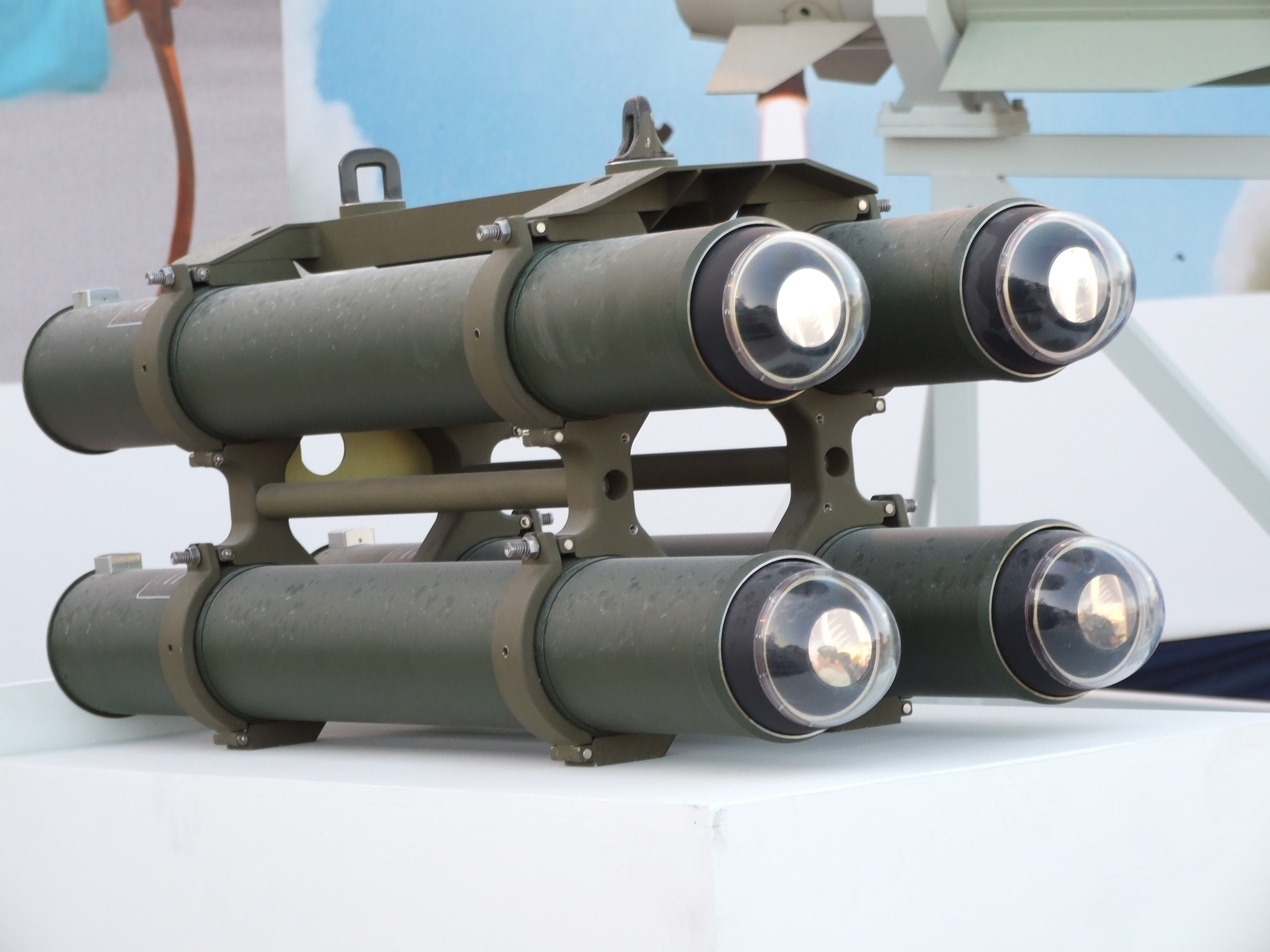
LAHAT rakéták
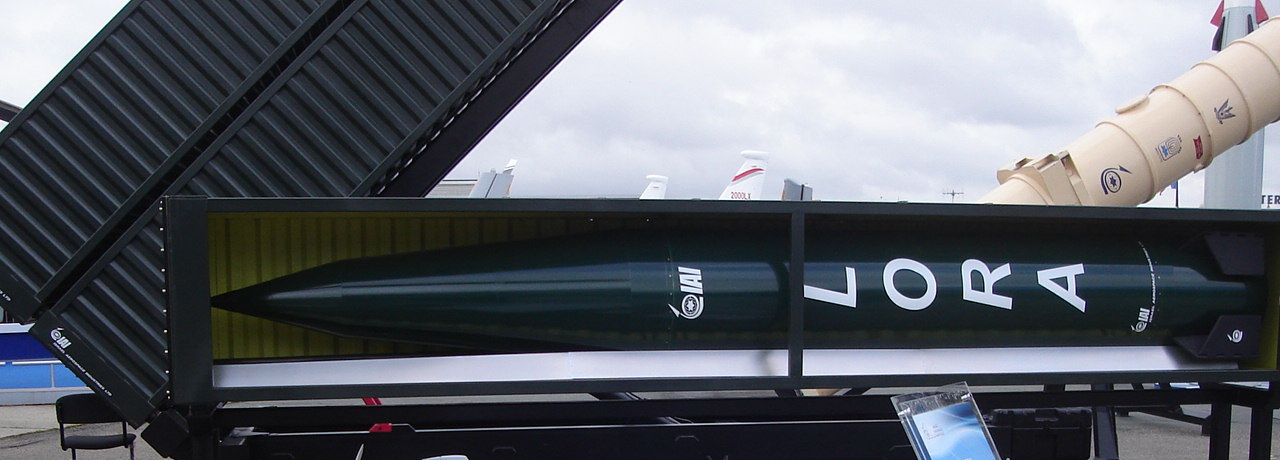
LORA rakéta

### Űrrendszerek

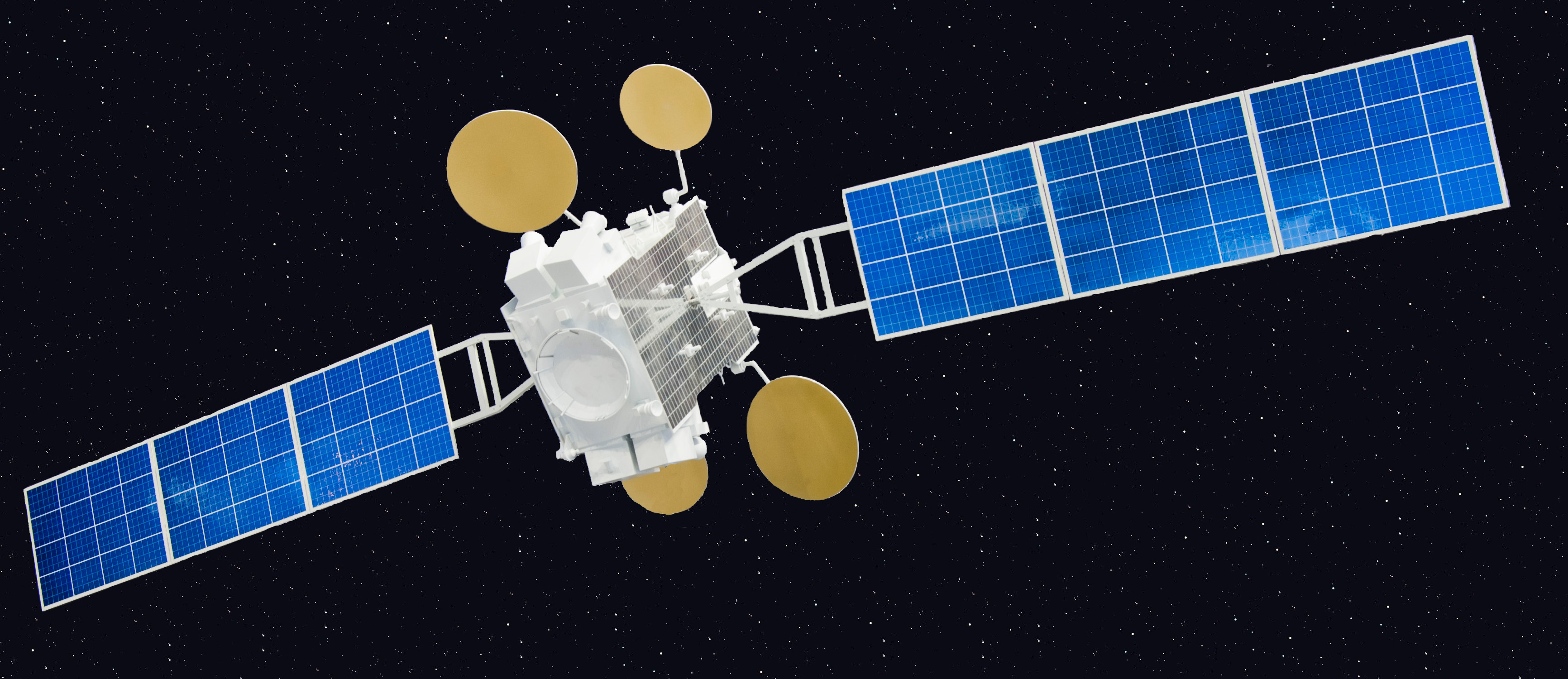
AMOS (műhold-busz)
  - Intelsat 24
  - Amos-2
  - Amos-3
  - Amos-4
  - Amos-6
- EROS (műhold)
  - EROS A
  - EROS B
- Ofeq műhold-család
  - Ofek-7
  - Ofek-9
  - Ofek-10
- RISAT-2 műhold
- SHALOM műhold
- Shavit űrrakéta
- TecSAR felderítő műhold
- VENµS műhold

- AMOS műhold